# Białohruda
Białohruda (biał. Белагруда, Białahruda; ros. Белогруда, Białogruda) – wieś na Białorusi, w obwodzie grodzieńskim, w rejonie lidzkim, w sielsowiecie Tarnowszczyzna, nad Dzitwą.
W pobliżu znajduje się przystanek kolejowy Białohruda, położony na linii Lida – Mosty.

## Historia
W Rzeczypospolitej Obojga Narodów leżała w województwie wileńskim, w powiecie lidzkim. Odpadła od Polski wyniku III rozbioru.
W XIX i w początkach XX w. położona była w Rosji, w guberni wileńskiej, w powiecie lidzkim.
W dwudziestoleciu międzywojennym osada i folwark leżące w Polsce, w województwie nowogródzkim, w powiecie lidzkim, początkowo w gminie Tarnowo. 11 grudnia 1931 została siedzibą gminy Białohruda. W 1921 folwark liczył 69 mieszkańców, zamieszkałych w 10 budynkach, w tym 66 Polaków i 3 Białorusinów. 60 mieszkańców było wyznania rzymskokatolickiego i 9 prawosławnego. Osada liczyła zaś 31 mieszkańców, zamieszkałych w 4 budynkach, wyłącznie Polaków wyznania rzymskokatolickiego.
Po II wojnie światowej w granicach Związku Sowieckiego. Od 1991 w niepodległej Białorusi.

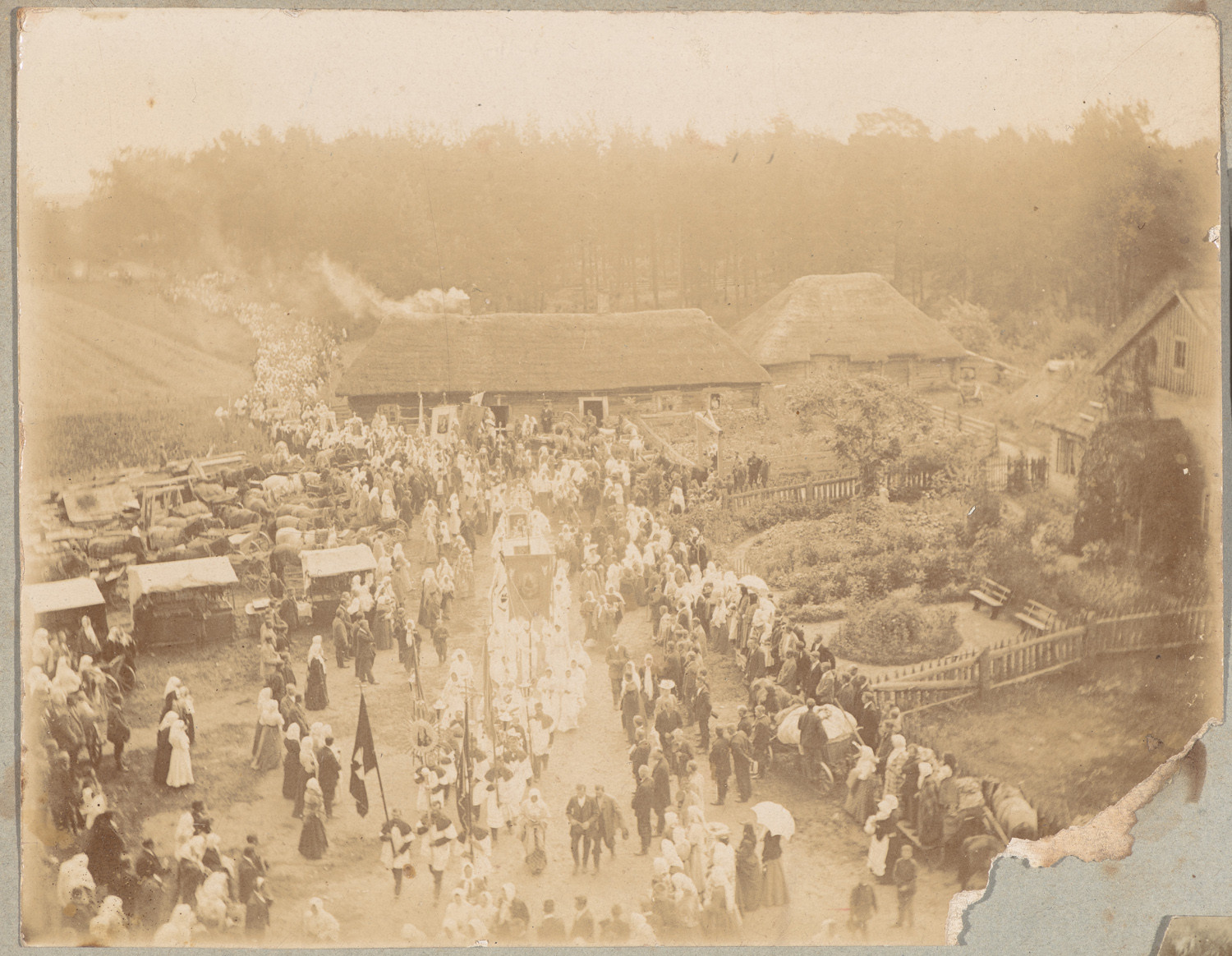
Białohruda w 1907
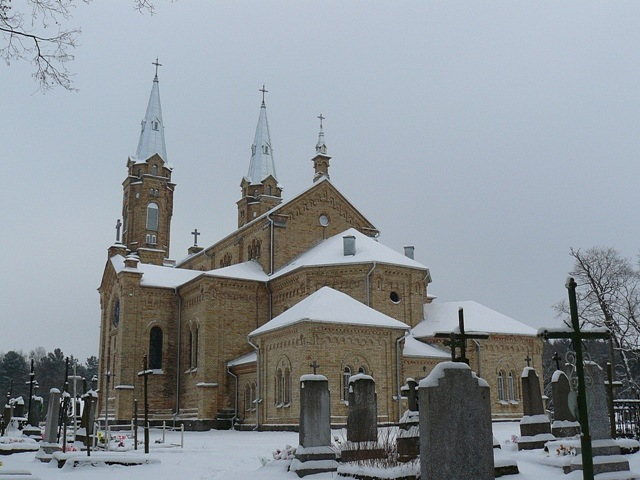
Kościół i cmentarz

## Religia
Siedziba rzymskokatolickiej parafii św. Michała Archanioła. Pierwszy kościół powstał tu w 1609. Obecnie znajduje się tu eklektyczny kościół z 1907, łączący cechy neoromantyku, neogotyku i secesji. Od 1907 pełni on nieprzerwanie funkcję świątyni - był czynny także w okresie sowieckim, gdy po aresztowaniu proboszcza ks. Stefana Horodko, parafia nie miała obsługi duszpasterskiej.

## Ludzie związani z miejscowością
- Edmund Nartowicz – polski lekarz internista, profesor nauk medycznych; urodzony w Białohrudzie